# Issa Kaboré
Issa Kaboré (* 12. května 2001 Bobo-Dioulasso) je profesionální fotbalista z Burkiny Faso, který hraje na pozici pravého obránce či záložníka za anglický klub Luton Town FC, kde je na hostování z Manchesteru City, a za reprezentaci Burkiny Faso.

## Reprezentační kariéra
Kaboré debutoval za národní tým Burkiny Faso 9. června 2019 v přátelském utkání s DR Kongo (remíza 0:0).
Dne 8. srpna 2021 vstřelil Kaboré svůj první gól na reprezentační úrovni při vítězství 4:0 nad Džibutskem v kvalifikaci na mistrovství světa.
Byl vyhlášen nejlepším mladým hráčem turnaje Afrického poháru národů 2021, který se konal v Kamerunu od ledna do února 2022. Ačkoli Kaboré na turnaji nevstřelil žádný gól, svým útočným a obranným přínosem sehrál klíčovou roli při postupu Burkiny Faso mezi nejlepší čtyři týmy turnaje. Třemi asistencemi se podílel na postupu svého týmu do semifinále, kde prohráli 3:1 s pozdějším vítězem Senegalem.